# 오픈스팍
오픈스팍(OpenSPARC)은 2005년 12월에 시작한 오픈소스 하드웨어 프로젝트다. 프로젝트 최초의 기여는 썬 마이크로시스템즈의 완전한 64비트 32스레드 마이크로프로세서인 울트라스팍 T1 프로세서용 레지스터 전송 레벨(register-transfer level)의 베릴로그 코드였다.
2006년 3월 21일에는 울트라스팍 T1의 IP 코어가 GNU 일반 공중 사용 허가서에 따라 공개되었으며 2007년 12월 11일에는 울트라스팍 T2 프로세서의 레지스터 전송 레벨(RTL)이 오픈스팍(OpenSPARC) 프로젝트 일환으로 공개되었다. OpenSPARC T2프로세서는 8개 코어에 총 64스레드를 처리할 수 있다.

## 같이 보기
- SPARC (Scalable Processor ARChitecture)